# Norsko na Letních olympijských hrách 2016
Norsko na Letních olympijských hrách 2016 v Riu reprezentovalo 62 sportovců, z toho 29 mužů a 33 žen ve 13 sportech. Největší zastoupení mělo v atletice (15) a házené (14). Získalo celkem 4 bronzové medaile.

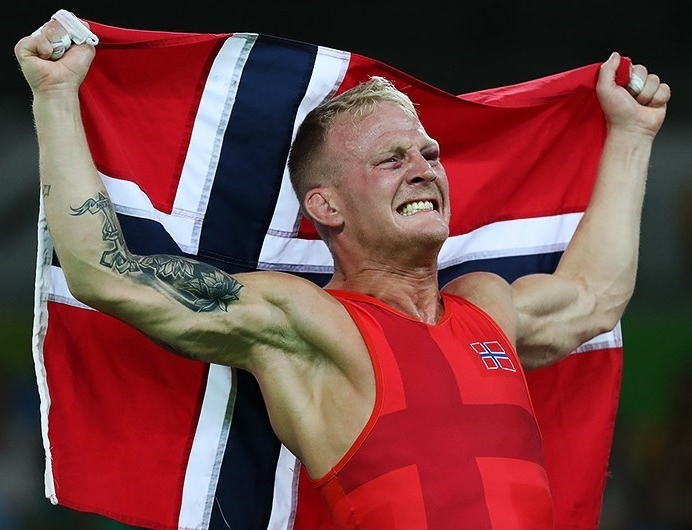
Zápasník Stig-André Berge po zisku bronzové medaile

## Medailisté
| Medaile | Jméno sportovce | Sport     | Disciplína            | Datum dosažení |
| ------- | --- | --------- | --------------------- | -------------- |
| Bronz   | Kjetil Borch a Olaf Tufte | Veslování | Dvojskif              | 11. srpna      |
| Bronz   | Kristoffer Brun a Are Strandli | Veslování | Dvojskif LV           | 12. srpna      |
| Bronz   | Stig-André Berge | Zápas     | Řecko-římský do 59 kg | 14. srpna      |
| Bronz   | Kari Aalvik Grimsbø Ida Alstad Emilie Hegh Arntzen Stine Bredal Oftedal Marit Malm Frafjord Camilla Herremová Veronica Kristiansen Amanda Kurtović Katrine Lunde Heidi Løkeová Mari Molid Nora Mørk Linn-Kristin Riegelhuthová Sanna Solberg | Házená    | Turnaj žen            | 20. srpna      |

## Počet soutěžících v jednotlivých sportech
| Sport                | Muži | Ženy | Celkem |
| -------------------- | ---- | ---- | ------ |
| Atletika             | 8    | 7    | 15     |
| Cyklistika           | 5    | 2    | 7      |
| Golf                 | 1    | 2    | 3      |
| Házená               | 0    | 14   | 14     |
| Jachting             | 2    | 4    | 6      |
| Lukostřelba          | 1    | 0    | 1      |
| Plavání              | 1    | 1    | 2      |
| Sportovní gymnastika | 1    | 0    | 1      |
| Sportovní střelba    | 3    | 1    | 4      |
| Taekwondo            | 0    | 1    | 0      |
| Triatlon             | 1    | 0    | 1      |
| Veslování            | 5    | 0    | 5      |
| Západ                | 1    | 1    | 2      |
| Celkem               | 29   | 33   | 62     |

## Atletika
Norsko reprezentovalo celkem 15 atletů, z toho 8 mužů a 7 žen.

### Muži

#### Běžecké a chodecké disciplíny
| Atlet                | Sport          | Rozběh    | Rozběh    | Semifinále  | Semifinále  | Finále      | Finále      |
| Atlet                | Sport          | Čas       | Pořadí    | Čas         | Pořadí      | Čas         | Pořadí      |
| -------------------- | -------------- | --------- | --------- | ----------- | ----------- | ----------- | ----------- |
| Håvard Haukenes      | chůze 50 km    | nekoná se | nekoná se | nekoná se   | nekoná se   | 3:46:33     | 7           |
| Filip Ingebrigtsen   | běh na 1500 m  | DSQ       | DSQ       | nepostoupil | nepostoupil | nepostoupil | nepostoupil |
| Henrik Ingebrigtsen  | běh na 1500 m  | 3:38.50   | 5 Q       | 3:42.51     | 20          | nepostoupil | nepostoupil |
| Sondre Nordstad Moen | maraton        | nekoná se | nekoná se | nekoná se   | nekoná se   | 2:14:17     | 19          |
| Jaysuma Saidy Ndure  | běh na 200 m   | 20.78     | 58        | nepostoupil | nepostoupil | nepostoupil | nepostoupil |
| Erik Tysse           | chůze 20 km    | nekoná se | nekoná se | nekoná se   | nekoná se   | 1:26:06     | 48          |
| Karsten Warholm      | 400 m překážek | 48.49     | 2 Q       | 48.81       | 9           | nepostoupil | nepostoupil |

#### Hody, vrhy, skoky
| Atlet                 | Sport      | Kvalifikace | Kvalifikace | Finále      | Finále      |
| Atlet                 | Sport      | Výkon       | Pořadí      | Výkon       | Pořadí      |
| --------------------- | ---------- | ----------- | ----------- | ----------- | ----------- |
| Sven Martin Skagestad | hod diskem | 62,43       | 13          | nepostoupil | nepostoupil |

### Ženy

#### Běžecké a chodecké disciplíny
| Atlet                     | Sport               | Rozběh    | Rozběh    | Semifinále   | Semifinále   | Finále       | Finále       |
| Atlet                     | Sport               | Čas       | Pořadí    | Čas          | Pořadí       | Čas          | Pořadí       |
| ------------------------- | ------------------- | --------- | --------- | ------------ | ------------ | ------------ | ------------ |
| Karoline Bjerkeli Grøvdal | běh na 1000 m       | nekoná se | nekoná se | nekoná se    | nekoná se    | 31:14.07     | 9            |
| Hedda Hynne               | běh na 800 m        | 2:01.64   | 38        | nepostoupila | nepostoupila | nepostoupila | nepostoupila |
| Amalie Iuel               | 400 m překážek      | 56.75     | 29        | nepostoupila | nepostoupila | nepostoupila | nepostoupila |
| Ingeborg Løvnes           | 3000 m steeplechase | 9:44.85   | 13        | nekoná se    | nekoná se    | nepostoupila | nepostoupila |
| Ezinne Okparaebo          | běh na 100 m        | 11.43     | 28        | nekoná se    | nekoná se    | nepostoupila | nepostoupila |
| Isabelle Pedersen         | 100 m překážek      | 12.86     | 12 Q      | 12.88        | 10           | nepostoupila | nepostoupila |

#### Hody, vrhy, skoky
| Atlet          | Sport       | Kvalifikace | Kvalifikace | Finále       | Finále       |
| Atlet          | Sport       | Výkon       | Pořadí      | Výkon        | Pořadí       |
| -------------- | ----------- | ----------- | ----------- | ------------ | ------------ |
| Tonje Angelsen | skok vysoký | 1.80        | 32          | nepostoupila | nepostoupila |

## Golf
Norsko kvalifikovalo celkem 3 golfisty. Největší nadějí norského golfu byla Suzann Pettersen, která se na Hry kvalifikovala z 18. místa žebříčku IGF. Nakonec obsadila 10. příčku za -7 ran pod par.
| Atlet              | Disciplína | 1. kolo | 2. kolo | 3. kolo | 4. kolo | Celkem   | Celkem | Celkem |
| Atlet              | Disciplína | Skóre   | Skóre   | Skóre   | Skóre   | Výsledek | Par    | Pořadí |
| ------------------ | ---------- | ------- | ------- | ------- | ------- | -------- | ------ | ------ |
| Espen Kofstad      | muži       | 72      | 76      | 69      | 69      | 217      | +2     | 43     |
| Suzann Pettersen   | ženy       | 71      | 69      | 69      | 68      | 277      | -7     | 10     |
| Marianne Skarpnord | ženy       | 69      | 66      | 75      | 73      | 283      | -1     | 25     |

## Gymnastika
Stian Skjerahaug byl prvním gymnastou od Olympiády 2000 v Sydney, který reprezentoval Norsko. Skončil však na posledním místě.
| Sportovec        | Disciplína | Kvalifikace | Kvalifikace | Kvalifikace | Kvalifikace | Kvalifikace | Kvalifikace | Kvalifikace | Kvalifikace | Finále      | Finále      | Finále      | Finále      | Finále      | Finále      | Finále      | Finále      |
| Sportovec        | Disciplína | Nářadí      | Nářadí      | Nářadí      | Nářadí      | Nářadí      | Nářadí      | Celkem      | Pořadí      | Nářadí      | Nářadí      | Nářadí      | Nářadí      | Nářadí      | Nářadí      | Celkem      | Pořadí      |
| Sportovec        | Disciplína | P           | Kůň         | K           | Př          | B           | H           | Celkem      | Pořadí      | P           | Kůň         | K           | Př          | B           | H           | Celkem      | Pořadí      |
| ---------------- | ---------- | ----------- | ----------- | ----------- | ----------- | ----------- | ----------- | ----------- | ----------- | ----------- | ----------- | ----------- | ----------- | ----------- | ----------- | ----------- | ----------- |
| Stian Skjerahaug | víceboj    | 14.166      | 14.233      | 13.266      | 14.700      | 14.266      | 13.700      | 84.331      | 32          | nepostoupil | nepostoupil | nepostoupil | nepostoupil | nepostoupil | nepostoupil | nepostoupil | nepostoupil |

## Házená
Norské ženy se kvalifikovaly vítězstvím na MS 2015 v Dánsku. 
V základní skupině prohrály pouze úvodní zápas s Brazílií a postoupily z druhého místa do čtvrtfinále, kde si poradily se švédským týmem, hlavně díky úvodním 8 minutám, kde neinkasovaly jedinou branku. V semifinále ovšem těsně podlehly Ruskám, kde v posledních vteřinách prodloužení trefily pouze tyč, která je poslala do boje o bronz. Celý zápas o bronz s Nizozemskem výrazně vedly a nakonec zvítězily 36:26. Zlato z předchozích dvou her tedy neobhájily a získaly bronz.

Nejlepší střelkyní se 62 góly byla vyhlášena Nora Mørk, brankářka Kari Grimsbø si připsala 42% úspěšnost zásahů, čímž se celkově umístila na druhém místě.

### Soupiska
- Hlavní trenér:  Thorir Hergeirsson

| Číslo | Post | Hráčka                     | Datum narození              | Výška  | Góly | Klub            |
| ----- | ---- | -------------------------- | --------------------------- | ------ | ---- | --------------- |
| 1     | B    | Kari Aalvik Grimsbø        | 4. ledna 1985 (31 let)      | 180 cm | –    | Győri ETO       |
| 2     | LB   | Mari Molid                 | 8. srpna 1990 (25 let)      | 178 cm | 56   | Randers HK      |
| 3     | CB   | Emilie Hegh Arntzen        | 1. ledna 1994 (22 let)      | 183 cm | 18   | Byåsen HE       |
| 4     | LB   | Veronica Kristiansen       | 10. července 1990 (26 let)  | 175 cm | 189  | FC Midtjylland  |
| 5     | LB   | Ida Alstad                 | 13. června 1985 (31 let)    | 172 cm | 308  | Byåsen HE       |
| 6     | P    | Heidi Løkeová              | 12. prosince 1982 (33 let)  | 173 cm | 619  | Győri ETO       |
| 9     | RB   | Nora Mørk                  | 5. dubna 1991 (25 let)      | 169 cm | 329  | Győri ETO       |
| 10    | CB   | Stine Bredal Oftedal       | 25. září 1991 (24 let)      | 168 cm | 228  | Issy-Paris Hand |
| 14    | P    | Marit Malm Frafjord        | 25. listopadu 1985 (30 let) | 182 cm | 357  | Larvik HK       |
| 16    | B    | Katrine Lunde              | 30. března 1980 (36 let)    | 180 cm | 3    | Rostov-Don      |
| 18    | RW   | Linn-Kristin Riegelhuthová | 1. dubna 1984 (32 let)      | 175 cm | 967  | Larvik HK       |
| 22    | RW   | Amanda Kurtović            | 25. července 1991 (25 let)  | 175 cm | 183  | Larvik HK       |
| 23    | LW   | Camilla Herremová          | 8. srpna 1986 (29 let)      | 167 cm | 483  | Vardar          |
| 24    | LW   | Sanna Solberg              | 16. června 1990 (26 let)    | 178 cm | 137  | Larvik HK       |

### Základní skupina
| # | Země       | Zápasy | Vítězství | Prohry | VG  | OG  | Skóre | Body |
| - | ---------- | ------ | --------- | ------ | --- | --- | ----- | ---- |
| 1 | Brazílie   | 5      | 5         | 1      | 138 | 117 | +21   | 8    |
| 2 | Norsko     | 5      | 4         | 1      | 141 | 121 | +20   | 8    |
| 3 | Španělsko  | 5      | 3         | 2      | 125 | 116 | +9    | 6    |
| 4 | Angola     | 5      | 2         | 3      | 116 | 128 | -12   | 4    |
| 5 | Rumunsko   | 5      | 2         | 3      | 108 | 119 | -11   | 4    |
| 6 | Černá Hora | 5      | 0         | 5      | 107 | 134 | -27   | 0    |

### Play off
|  | Čtvrtfinále | Čtvrtfinále |            |        | Semifinále  | Semifinále  |  |  | Finále | Finále |
|  |             |             |            |        |             |             |  |  |        |        |
|  |             |             |            |        |             |             |  |  |        |        |
|  |             |             |            |        |             |             |  |  |        |        |
|  | Brazílie    | 23          |            |        |             |             |  |  |        |        |
|  | Brazílie    | 23          |            |        |             |             |  |  |        |        |
|  | Nizozemsko  | 32          |            |        |             |             |  |  |        |        |
|  | Nizozemsko  | 32          | Nizozemsko | 23     |             |             |  |  |        |        |
|  |             |             | Nizozemsko | 23     |             |             |  |  |        |        |
|  |             | Francie     | 24         |        |             |             |  |  |        |        |
|  | Španělsko   | Francie     | 24         | 26     |             |             |  |  |        |        |
|  | Španělsko   |             |            | 26     |             |             |  |  |        |        |
|  | Francie     | 27          |            |        |             |             |  |  |        |        |
|  | Francie     | 27          | Francie    | 19     |             |             |  |  |        |        |
|  |             |             | Francie    | 19     |             |             |  |  |        |        |
|  |             | Rusko       | 22         |        |             |             |  |  |        |        |
|  | Švédsko     | Rusko       | 22         | 20     |             |             |  |  |        |        |
|  | Švédsko     |             |            | 20     |             |             |  |  |        |        |
|  | Norsko      | 33          |            |        |             |             |  |  |        |        |
|  | Norsko      | 33          | Norsko     | 37     | Třetí místo | Třetí místo |  |  |        |        |
|  |             |             | Norsko     | 37     | Třetí místo | Třetí místo |  |  |        |        |
|  |             | Rusko       | 38         |        |             |             |  |  |        |        |
|  | Rusko       | Rusko       | 38         | 31     | Nizozemsko  | 26          |  |  |        |        |
|  | Rusko       |             |            | 31     | Nizozemsko  | 26          |  |  |        |        |
|  | Angola      | 27          |            | Norsko | 36          |             |  |  |        |        |
|  | Angola      | 27          |            |        | 36          |             |  |  |        |        |
|  |             |             |            |        |             |             |  |  |        |        |
|  |             |             |            |        |             |             |  |  |        |        |

## Lukostřelba
| Sportovec    | Disciplína       | Klasifikace | Klasifikace | 1. kolo          | 2. kolo            | Osmifinále      | Čtvrtfinále     | Semifinále      | Finále/ O 3. místo |
| Sportovec    | Disciplína       | Skóre       | Pořadí      | Soupeř Výsledek  | Soupeř Výsledek    | Soupeř Výsledek | Soupeř Výsledek | Soupeř Výsledek | Soupeř Výsledek    |
| ------------ | ---------------- | ----------- | ----------- | ---------------- | ------------------ | --------------- | --------------- | --------------- | ------------------ |
| Bård Nesteng | muži jednotlivci | 663         | 26          | Yu G-l (TPE) 6–5 | Furukawa (JPN) 0–6 | Nepostoupil     | Nepostoupil     | Nepostoupil     | Nepostoupil        |

## Plavání
| Sportovec           | Disciplína           | Rozplavba | Rozplavba | Semifinále   | Semifinále   | Finále       | Finále       |
| Sportovec           | Disciplína           | Čas       | Pořadí    | Čas          | Pořadí       | Čas          | Pořadí       |
| ------------------- | -------------------- | --------- | --------- | ------------ | ------------ | ------------ | ------------ |
| Henrik Christiansen | 200 m volný způsob   | 1:50.09   | 40        | nepostoupil  | nepostoupil  | nepostoupil  | nepostoupil  |
| Henrik Christiansen | 400 m volný způsob   | 3:47.90   | 17        | nepostoupil  | nepostoupil  | nepostoupil  | nepostoupil  |
| Henrik Christiansen | 1 500 m volný způsob | 14:55.40  | 8 Q       | nekoná se    | nekoná se    | 15:02.66     | 8            |
| Susann Bjørnsen     | 50 m volný způsob    | 25.05     | 24        | nepostoupila | nepostoupila | nepostoupila | nepostoupila |
| Susann Bjørnsen     | 100 m volný způsob   | 55.35     | 27        | nepostoupila | nepostoupila | nepostoupila | nepostoupila |

## Taekwondo
| Sportovec  | Disciplína     | Osmifinále      | Osmifinále      | Čtvrtfinále     | Čtvrtfinále     | Čtvrtfinále     | Semifinále      | Finále / Zápas o 3. místo | Finále / Zápas o 3. místo |
| Sportovec  | Disciplína     | Soupeř Výsledek | Soupeř Výsledek | Soupeř Výsledek | Soupeř Výsledek | Soupeř Výsledek | Soupeř Výsledek | Soupeř Výsledek           | Pořadí                    |
| ---------- | -------------- | --------------- | --------------- | --------------- | --------------- | --------------- | --------------- | ------------------------- | ------------------------- |
| Tina Skaar | ženy nad 67 kg |                 |                 |                 |                 |                 |                 |                           |                           |

## Triatlon
| Sportovec            | Disciplína    | Plavání (1.5 km) | Mezičas 1 | Kolo (40 km) | Mezičas 2 | Běh (10 km) | Celkový čas | Pořadí |
| -------------------- | ------------- | ---------------- | --------- | ------------ | --------- | ----------- | ----------- | ------ |
| Kristian Blummenfelt | triatlon mužů | 17:39            | 0:49      | 56:12        | 0:34      | 32:17       | 1:47:31     | 13     |

## Zápas

### Řecko-římský
| Sportovec        | Disciplína    | Kvalifikace       | Osmifinále       | Čtvrtfinále     | Opravy               | O 3. místo         | O 3. místo       |
| Sportovec        | Disciplína    | Soupeř Výsledek   | Soupeř Výsledek  | Soupeř Výsledek | Soupeř Výsledek      | Soupeř Výsledek    | Pořadí           |
| ---------------- | ------------- | ----------------- | ---------------- | --------------- | -------------------- | ------------------ | ---------------- |
| Stig André Berge | do 59 kg mužů | Lee J-b (KOR) 3–0 | Daurov (BLR) 3–0 | Ota (JPN) 0–3   | Kebispayev (KAZ) 3–0 | Bayramov (AZE) 3–1 | Bronzová medaile |

### Volný styl
| Sportovec         | Disciplína   | Kvalifikace     | Osmifinále         | Čtvrtfinále     | Opravy          | Finále/ O 3. místo | Finále/ O 3. místo |
| Sportovec         | Disciplína   | Soupeř Výsledek | Soupeř Výsledek    | Soupeř Výsledek | Soupeř Výsledek | Soupeř Výsledek    | Pořadí             |
| ----------------- | ------------ | --------------- | ------------------ | --------------- | --------------- | ------------------ | ------------------ |
| Signe Marie Store | do 69 kg žen | volný los       | Fransson (SWE) 0–3 |                 |                 |                    | 18                 |